# Адриан, Георге
Георге Адриан (рум. Gheorghe Adrian; 1820 — 14 декабря 1889, Бухарест) — румынский военный и государственный деятель, министр национальной обороны Объединённого княжества Валахии и Молдавии (28 июля 1860 — 17 апреля 1861 и 24 мая 1867 — 11 августа 1868). Генерал румынской армии. Почётный член Румынской академии (с 1875).

## Биография
В 1848—1849 годах участвовал в революции в Дунайских княжествах в составе отрядов Аврама Янку, одного из руководителей румынского национального движения в Трансильвании. В мае 1848 года был взят в плен венгерскими войсками в Абруде. После взятия румынами Абруда был освобожден из плена.
После поражения революции бежал в Валахию, где вступил в румынскую армию.
Служил на командных должностях, был преподавателем военного искусства в Военной офицерской школе в Яссах.
В 1859—1861 годах — военный министр Молдавского княжества, в 1860—1861 годах занимал пост министра национальной обороны Объединённого княжества Валахии и Молдавии.
В 1863 году был уволен в отставку, но в 1866 году вновь призван в армию.
В 1867—1868 годах вновь — министр национальной обороны Объединённого княжества Валахии и Молдавии.
Военный теоретик, автор нескольких работ («Idee răpide despre resbelul de partizani», «Instrucțiuni asupra servițiului de campanie», «Manual de fortificațiunea pasageră» (1853)).